# Gurghiu
Gurghiu [gurˈɟiu] (veraltet Sânimbrul Gurghiului; deutsch Görgen, ungarisch Görgényszentimre) ist eine Gemeinde im Kreis Mureș in der Region Siebenbürgen in Rumänien.
Der Ort Gurghiu ist auch unter der deutschen Bezeichnung St. Emrich und der ungarischen Szentimre bekannt.

## Geographische Lage

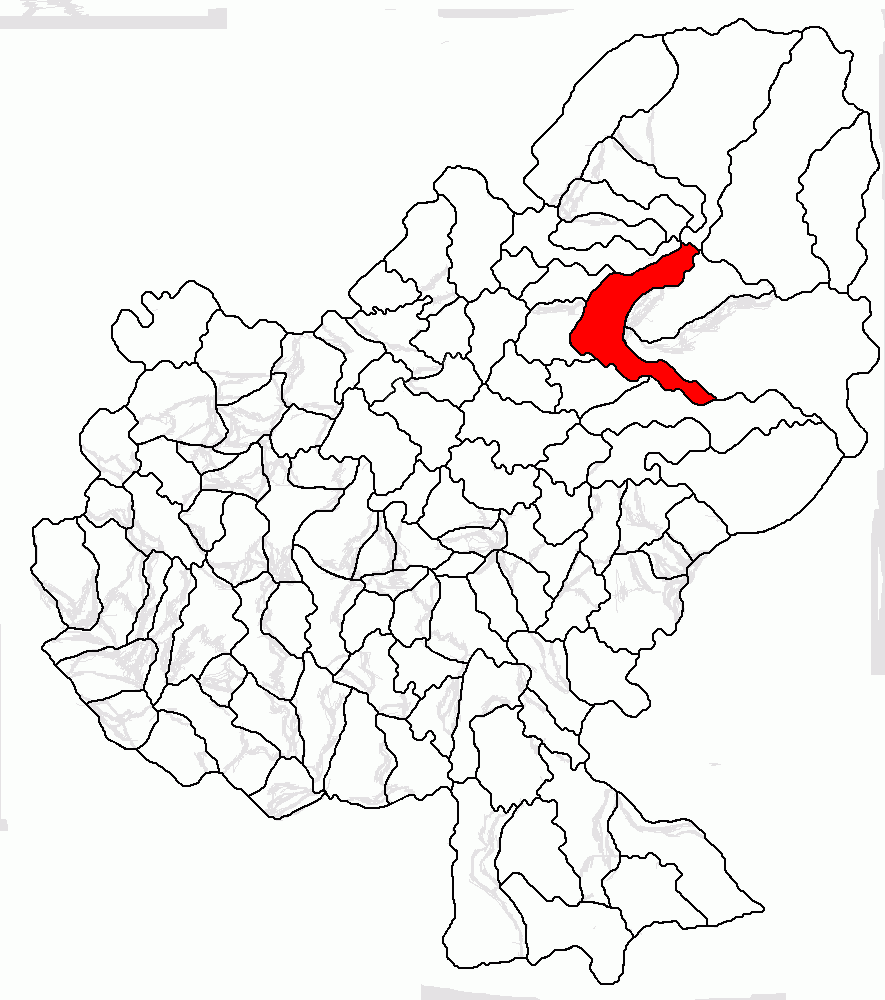
Lage der Gemeinde Gurghiu im Kreis Mureș

Die Gemeinde Gurghiu liegt östlich des Reener Ländchens (Ținutul Reghinului) im nördlichen Teil des Siebenbürgischen Beckens. Am Gurghiu, einem linken Zufluss des Mureș (Mieresch), und der Kreisstraße (Drum județean) DJ 153C befindet sich der Ort Gurghiu acht Kilometer östlich von der Stadt Reghin (Sächsisch-Regen) und etwa 40 Kilometer nordöstlich von der Kreishauptstadt Târgu Mureș (Neumarkt am Mieresch) entfernt. Die eingemeindeten Dörfer befinden sich zwischen zwei und acht Kilometer vom Gemeindezentrum entfernt.

## Geschichte
Der Ort Gurghiu wurde erstmals 1248 urkundlich erwähnt und war im Mittelalter eine größere ungarische Siedlung mit Stadtrecht. Der östliche Teil des Ortes heißt auch heute noch Szeklerstadt.
Auf dem von den Einheimischen Valea sărată genannten Areal befinden sich Reste einer Burg, die noch keinem Zeitalter zugeordnet wurde. Die dortigen archäologischen Funde werden der Bronzezeit zugeordnet. Des Weiteren wird auch eine Römerstraße vermerkt. Auch die Funde auf dem Gebiet des eingemeindeten Dorfes Glăjărie (Görgenyer Glashütte) werden dem gleichen Zeitalter zugeordnet, diese befinden sich in einem Budapester Museum.
Im Königreich Ungarn gehörte die heutige Gemeinde dem Stuhlbezirk Régen alsó (Unter-Regen) im Komitat Maros-Torda, anschließend dem historischen Kreis Mureș und ab 1950 dem heutigen Kreis Mureș an.

## Bevölkerung
Die Bevölkerung der Gemeinde Gurghiu entwickelte sich wie folgt:
| 1850 | 4.174 | 2.444 | 1.334 | 87 | 309              |
| 1920 | 6.251 | 3.932 | 2.146 | 12 | 161              |
| 1977 | 6.929 | 4.682 | 2.126 | 14 | 107              |
| 2002 | 6.384 | 4.249 | 1.839 | 1  | 295              |
| 2011 | 6.091 | 3.851 | 1.162 | -  | 1.078 (Roma 477) |
| 2021 | 5.530 | 3.487 | 1.254 | 3  | 786 (Roma 379)   |

Seit 1850 wurde auf dem Gebiet der heutigen Gemeinde die höchste Einwohnerzahl und auch gleichzeitig die der Rumänen 1977 registriert. Die höchste Einwohnerzahl der Magyaren (2.326) 1910, die der Roma (549) 1941 und die der Rumäniendeutschen 1850 ermittelt. Des Weiteren wurden vereinzelt Slowaken, Serben und Ukrainer registriert.

## Sehenswürdigkeiten
- Auf dem Berg genannt Dealul Rakoczi oder Dealul Cetății des Gemeindezentrums die Reste einer mittelalterlichen Burg, von den Einheimischen genannt Cetatea lui Rákóczi, vermutlich auf eine dakische Burg und ein Römerlager aufgebaut.[5] Diese stehen unter Denkmalschutz.[8]
- Auf dem Areal des Dorfes Gurghiu, das etwa 48 Hektar große Naturschutzgebiet Pădurea Mociar mit den bis zu 800 Jahre alten Eichen und die drei Hektar große Narzissenwiese[9] wo auch die Schachbrettblume zu finden ist.[4]
- Im Gemeindezentrum die Reste einer Römersiedlung, stehen unter Denkmalschutz.[8]
- Im Gemeindezentrum das im 18. Jahrhundert errichtete Anwesen der ehemaligen ungarischen Adelsfamilie Bornemisza[10] wurde nach einigen Besitzwechsel zuletzt vom österreichischen Kronprinzen Rudolf in ein Jagdschloss umgebaut. Heute befindet sich hier eine Forstfachschule und ein Jagdmuseum.[4] Das Anwesen und die römisch-katholische Kapelle[11] 1730 mit deren Glockenturm 1876 errichtet, stehen unter Denkmalschutz.[8]
- Im Gemeindezentrum eine Porzellanfabrik, nach unterschiedlichen Angaben im 17. Jahrhundert[8] oder 1790[12] errichtet, steht unter Denkmalschutz.[8]